# Сабундинский сельский округ
Сабунди́нский сельский округ (каз. Сабынды ауылдық округі) — административная единица в составе Коргалжынского района Акмолинской области Республики Казахстан.
Административный центр — село Сабынды.

## География
Административно-территориальное образование расположено в северо-восточной части района, граничит:
- на севере с Астраханским районом,
- на востоке с Целиноградским районом,
- на юге с Кенбидаикским сельским округом,
- на западе с Карашалгинским сельским округом.

Сельский округ расположен на казахском мелкосопочнике. Рельеф местности в основном представляет собой сплошную равнину. Перепады высот незначительны; средняя высота округа — около 340 метров над уровнем моря. 
Гидрографическая сеть представлена рекой Нура (которая образует южные границы округа) и более 4 озерами, крупные из них — Сабынды, Караегин.
Климат холодно-умеренный, с хорошей влажностью. Среднегодовая температура воздуха положительная и составляет около +4,5°С. Среднемесячная температура воздуха в июле достигает +20,9°С. Среднемесячная температура января составляет около -14,3°С. Среднегодовое количество осадков составляет около 405 мм. Основная часть осадков выпадает в период с июня по июль.
Через территорию сельского округа с востока на запад проходит около 20 километров автодороги Р-2 «Нур-Султан — Коргалжын» (с подъездом к Коргалжынскому заповеднику).

## История
В 1989 году существовал как Сабындинский сельсовет (сёла Сабынды, Алгабас, Караегино).
В периоде 1991 — 1998 годов Сабындинский сельсовет был преобразован в сельский округ.

## Население
| Численность населения | Численность населения | Численность населения |
| 1989                  | 1999                  | 2009                  |
| --------------------- | --------------------- | --------------------- |
| 3383                  | ↘2422                 | ↘1794                 |

## Состав
| № | Населённый пункт | Тип населённого пункта       | Население, 1989 | Население, 1999 | Население, 2009 |
| - | ---------------- | ---------------------------- | --------------- | --------------- | --------------- |
| 1 | Алгабас          | село                         | 198             | 114             | 64              |
| 2 | Караегин         | село                         | 628             | 493             | 430             |
| 3 | Сабынды          | село, административный центр | 2 557           | 1 815           | 1 300           |

## Местное самоуправление
Аппарат акима Сабундинского сельского округа — село Сабынды, улица Усенова, 24.